# Rhodochaetales
Ordre
Les Rhodochaetales sont un ordre d’algues rouges de la classe des Compsopogonophyceae. 

## Liste des familles
Selon AlgaeBase (7 août 2013), NCBI (7 août 2013) et World Register of Marine Species (7 août 2013) :
- famille Rhodochaetaceae F.Schmitz